# Будени (Ђурђу)
Будени (рум. Budeni) насеље је у Румунији у округу Ђурђу у општини Комана. Oпштина се налази на надморској висини од 46 m.

## Становништво
Према подацима из 2002. године у насељу је живело 909 становника, од којих су сви румунске националности.